# Marguerite Mongenast-Servais
Pour les articles homonymes, voir Servais (homonymie).
Marguerite Mongenast-Servais (1882-1925) est une féministe luxembourgeoise.

## Biographie
Marguerite Mongenast-Servais, dite Maisy, naît en 1882 dans une famille de patrons de la sidérurgie, orientés vers la gauche libérale. Elle est la petite-fille d'Emmanuel Servais, la sœur de Franz Servais et une parente de Félix Servais. Elle passe son enfance à Weilerbach puis fréquente l'École supérieure pour jeunes filles Sainte-Sophie à Luxembourg. Elle étudie ensuite à l'école Notre-Dame de Sion à Paris.
En 1902, elle épouse l'ingénieur des mines Paul Mongenast, avec qui elle déménage à Luxembourg. Elle s'implique dans de nombreuses associations de gauche, dont la Libre pensée, l’Association luxembourgeoise pour l’incinération et l’Association d’éducation populaire de Hollerich.. Elle s'engage également au sein de la crèche de Luxembourg et de l’Œuvre des colonies de vacances et du mouvement des guides. En 1915, elle patronne la première troupe de guides, et en 1916 elle préside la Fédération des guides du Luxembourg.
En 1918, elle intègre l'Action républicaine qui combat la monarchie luxembourgeoise. Elle intègre l'Organisation pour les Intérêts de la Femme, mais ne s'y implique pas, se mélangeant peu avec le milieu libéral de façon générale. Elle s'investit cependant de 1917 à 1919 pour le droit de vote des femmes au Luxembourg par ses écrits et ses actions. Elle se définit comme féministe. 
En 1918, elle intègre le parti socialiste pour le droit de vote féminin, et elle fait partie des premiers organisateurs de la pétition pour cette cause, envoyée aux députés. Elle écrit des articles et poèmes sous pseudonyme dans des journaux, s'exprimant en faveur de l'égalité politique des femmes, comme Marguerite Thomas-Clement. Elle devient secrétaire du parti en 1918, poste qu'elle conserve jusqu'à 1921.
En parallèle, elle s'intéresse au mouvement Ido et rédige de la poésie.